# 天主教蒙多涅多-費羅爾教區
天主教蒙多涅多-費羅爾教區（拉丁語：Dioecesis Mindoniensis-Ferrolensis）是西班牙一個羅馬天主教教區，屬聖地亞哥-德孔波斯特拉總教區。
當地在7世紀時建立教區，1959年3月9日易名至今。
教區包括拉科魯尼亞省13個自治市和盧戈省27個自治市。2007年，在當地288,998人口中，有教友286,097人，佔轄區總人口99%、423個堂區、204名司鐸、29名修士、303名修女。現任教區主教為曼奴埃爾·桑切斯·蒙赫。